# Nzanyi jezik
Nzanyi jezik (ISO 639-3: nja; jeng, jenge, kobotshi, njai, njanyi, njei, njeing, njeny, nzangi, zani, zany), afrazijski jezik uže čadske porodice kojim govori 77 000 u Nigeriji u državi Adamawa i 9 000 u kamerunskoj provinciji Sjever, blizu nigerijske granice. 
U Kamerunu se govori dijalekton holma, a u Nigeriji dijalektima paka, rogede, nggwoli, hoode, maiha, magara, dede, mutidi i lovi. Pripada skupini biu-mandara.

## Vanjske poveznice
- Ethnologue (14th)
- Ethnologue (15th)